# Dexia flavida
Dexia flavida är en tvåvingeart som först beskrevs av Townsend 1925.  Dexia flavida ingår i släktet Dexia och familjen parasitflugor. Inga underarter finns listade i Catalogue of Life.